# Lasioptera cerasiphera
Lasioptera cerasiphera är en tvåvingeart som beskrevs av Stelter 1990. Lasioptera cerasiphera ingår i släktet Lasioptera och familjen gallmyggor. Inga underarter finns listade i Catalogue of Life.